# Rite grandmontain
Le rite grandmontain, ou les rites grandmontains, désigne les rites de la liturgie de l'ordre de Grandmont, ordre fondé par Étienne de Muret vers 1076 et supprimé en 1772. Il ne reste pas beaucoup de traces écrites de cette liturgie peu étudiée.

## Rites médiévaux
Étienne de Muret aurait de son vivant récité chaque jour les offices obligatoires (du jour, de la Vierge, et des défunts), mais aussi l'office de la Trinité (9 leçons et heures). C'est son successeur Pierre de Limoges qui aurait organisé le culte. Les grandmontains gardèrent l'office canonial, refusant de suivre l'idéal bénédictin et ses rites en préférant un idéal évangélique.
La règle de Grandmont ne détaille pas de prescriptions liturgiques mais renvoie aux livres liturgiques de l'ordre de Grandmont en précisant que leur composition est garantie par l'autorité de saint Grégoire et des docteurs de l'Église. Les premiers grandmontains ne chantaient pas d'hymnes mais effectuaient des processions. D'après le coutumier de Grandmont, en voyage, les clercs devaient réciter les heures, et les convers les oraisons (Pater). Ils communiaient sous les deux espèces, comme les autres religieux.
L'ordinaire de Grandmont, dont le plus ancien manuscrit est une mise à jour réalisée pour l'abbé de Grandmont Guillaume Pellicier (1317-1336) à partir d'un texte antérieur, introduit notamment le Corpus Christi et la bénédiction avec la croix et la patène à la fin de la messe.

## Rites réformés
À partir du chapitre de 1643 lançant l'"Etroite observance" grandmontaine, le réformateur Charles Frémon s'emploie à revoir la liturgie en s'appuyant sur les anciens livres mais en la basant sur le bréviaire romain et le rite tridentin.

## Office de saint Étienne
Dom Jean Becquet a reconstitué un office médiéval, la bulle de l'évêque de Limoges de 1612 concernant la fête de saint Étienne, les litanies de saint Étienne (probablement composées par le réformateur Charles Frémon), et la messe de 1755. Un office de saint Étienne a été établi en 1643 avec les textes médiévaux dans le cadre de l'office romain tridentin. Durant l'octave du 8 février au 15 février, les grandmontains lisaient chaque jour la Vita.

## Calendriers grandmontains
Les calendriers grandmontains incluent les fêtes principales grandmontaines, sont basés sur le canevas de celui du diocèse de Limoges (diocèse d'origine de l'ordre), mais s'adaptent également au calendrier du diocèse où chaque prieuré se situe.
Les fêtes grandmontaines comprennent celles de leur fondateur saint Étienne de Muret : le 8 février (transitus, jour de sa mort) et son octave du 16 février, et la translation de son corps à Grandmont le 25 juin (translatio), ainsi sa canonisation le 30 août (revelatio). Elles incluent également les fêtes de Vierges de Cologne (28 avril et 21 octobre), l'octave de la Trinité, la saint Martial (30 juin) et la saint Félicien (24 janvier). Saint Guillaume de Bourges (autour du 10 janvier), ancien grandmontain, et la dédicace de l'abbaye de Grandmont (4 septembre) sont également dans les calendriers, ainsi qu'éventuellement la dédicace du prieuré auquel appartient le calendrier,.

### Manuscrits numérisés
- Antiphonaire : Diurnal noté à l'usage de Grandmont  (Bibl. du Mans Ms. 352), xiiie siècle, 121 p. (présentation en ligne, lire en ligne)
- Psautier à l'usage de Limoges ; Heures à l'usage de Troyes  (Bibl. de Besançon Ms. 140), xiiie et xive siècles, 238 p. (présentation en ligne, lire en ligne)
- Obituarium monasterii Stirpensis  (F. 2-6 Obituaire incomplet de l'abbaye de Grandmont, au diocèse de Limoges (mai-décembre), avec addit. du XIIIe siècle. F. 39 2e prosaire (incompl. du début). Ce prosaire, du type limousin, a été écrit pour une autre abbaye que celle de Saint-Martial.), coll. « Manuscrits BNF Latin » (no 1138), xie siècle, 300 p. (présentation en ligne, lire en ligne)
- Statuta ordinis Grandimontis  (Réalisé pour le prieur Guillaume Briançonnet, contenant une mise à jour faite par l'abbé de Grandmont Guillaume Pellicier (1317-1336)), coll. « Manuscrits BNF Latin » (no 12798), 1497-1507, 396 p. (présentation en ligne, lire en ligne)
- Calendrier spirituel de Limoges : Recueil de 66 calendriers en deux volumes, t. I, coll. « Manuscrits des Archives départementales de la Haute-Vienne » (no I SEM 47), 1575-1783, 297 p. (présentation en ligne, lire en ligne)